# Monoclona conspicua
Monoclona conspicua är en tvåvingeart som beskrevs av Zaitzev 1983. Monoclona conspicua ingår i släktet Monoclona och familjen svampmyggor.
Artens utbredningsområde är Arizona. Inga underarter finns listade i Catalogue of Life.